# دنگ هانون
دنگ هانون (انگلیسی: Deng Hanwen؛ زادهٔ ۸ ژانویهٔ ۱۹۹۵) بازیکن فوتبال اهل چین است.
از باشگاه‌هایی که در آن بازی کرده‌است می‌توان به اشاره کرد.
وی همچنین در تیم‌های ملی فوتبال زیر ۲۰ سال چین، زیر ۲۳ سال چین، و چین بازی کرده‌است.